# روبرت ديفيدسون (سياسي)
روبرت ديفيدسون هو فلاح وسياسي كندي، ولد في 21 يوليو 1875 في شيربروك في كندا، وتوفي في 3 أغسطس 1948. حزبياً، نشط في الحزب الليبرالي الكندي. وقد انتخب عضو مجلس العموم الكندي.